# Rukkirahu
Rukkirahu (deutsch Rukki) ist eine unbewohnte westestnische Ostsee-Insel im Väinameri.

## Lage
Sie liegt westlich des Festlandsdorfs Rohuküla mit seinem bekannten Hafen. Die 5,5 Hektar große Insel gehört verwaltungsmäßig zur Stadtgemeinde Haapsalu im Kreis Lääne. Sie ist unbewohnt.

## Richtfeuer
Auf der Insel befindet sich seit 1860 ein Richtfeuer, das besonders für die Schiffsverbindung zwischen Heltermaa auf der Insel Hiiumaa und Rohuküla von Bedeutung ist. Auf dem heutigen weißen Betonturm befindet sich ein Laternenraum mit umgehendem Balkon. Der Lichtstrahl ist 5 bis 6 Seemeilen weit zu sehen.